# Калинов, Валерий Игоревич
Валерий Игоревич Калинов (род. 1 августа 1999, Сочи, Россия) — российский профессиональный баскетболист, играющий на позиции центрового.

## Карьера
Калинов воспитанник системы резерва «Локомотива-Кубань». За несколько сезонов прошёл путь из молодёжной команды в основную.
В сезоне 2019/2020 Калинов сыграл 28 матчей в Единой молодёжной лиге ВТБ, в которых набирал 6,3 очков и 4,3 подборов в среднем за игру. Валерий также выступал в составе «Локомотив-Кубань-ЦОП» в Суперлиге-2.
29 февраля 2020 года Калинов дебютировал за основную команду «Локомотива-Кубань». В матче Единой лиги ВТБ против «Нижнего Новгорода» (93:96) Валерий провёл на площадке 37 секунд и отметился 1 передачей.
В июле 2020 года Калинов подписал 5-летний контракт с «Локомотивом-Кубань».
Сезон 2024/2025 Калинов начинал в «Темп-СУМЗ», но в феврале 2025 года перешёл в «Тамбов».

## Сборная России
В июне 2022 года Калинов принял участие в Открытом лагере РФБ для кандидатов в сборную России не старше 25 лет, проходящих в возрастные рамки для участия в студенческих соревнованиях.

## Достижения
- Серебряный призёр Единой лиги ВТБ: 2022/2023
- Серебряный призёр чемпионата России: 2022/2023
- Обладатель Молодёжного Суперкубка: 2023